# Sunuapa
Sunuapa är en kommun i Mexiko.   Den ligger i delstaten Chiapas, i den sydöstra delen av landet, 700 km öster om huvudstaden Mexico City.
Följande samhällen finns i Sunuapa:
- La Libertad
- Santa Cruz 3ra. Sección
- Esquipulas
- El Cucayo 1ra. Sección